# Tatort: Familien
Familien ist ein Fernsehfilm aus der Krimireihe Tatort. Der vom WDR produzierte Beitrag wurde am 6. Mai 2018 im Ersten ausgestrahlt. In dieser 1057. Tatort-Folge ermitteln die Kölner Kommissare Ballauf und Schenk ihren 73. Fall.

## Handlung
Ivo Klein hat am Abend seinen Junggesellenabschied mit Freunden feuchtfröhlich gefeiert. Kurze Zeit später wird er tot auf einer Straße aufgefunden, neben sich eine Reisetasche mit 500.000 Euro. Die Ermittler Ballauf und Schenk erfahren von Augenzeugen, dass der Mann von einem silberfarbenen Kleinwagen überfahren wurde. Mehr als ein Kölner Kennzeichen haben sie jedoch nicht erkennen können. Die Kommissare haben zunächst die undankbare Aufgabe, der Verlobten des Opfers die traurige Nachricht vom Tod ihres Bräutigams zu überbringen: Jessica Dahlmann kann sich das alles nicht erklären.
Die Ermittlungen führen Ballauf und Schenk zu einem Entführungsfall. Ivo Klein hatte die Tasche mit dem Geld zufällig im Papierkorb gefunden und dadurch ist die Geldübergabe offensichtlich gescheitert. Somit war das Opfer nur zur falschen Zeit am falschen Ort. Fingerabdrücke auf den Geldscheinen und der Tasche führen zu dem Wirtschaftsanwalt Rainer Bertram. Er gibt zu, dass vor einer Woche seine Enkeltochter Charlotte Ritter entführt wurde und sein Schwiegersohn durch einen Erpresserbrief aufgefordert worden sei, das Geld in dem Papierkorb zu hinterlegen. Die Mutter habe sich daher an ihn, ihren Vater gewandt, ihr das Geld zu leihen.
Um eine Spur zu der Vermissten zu erhalten, befragen Ballauf und Schenk ihren Bruder Paul und Charlottes Freund Kasper Fröhlich. Die geben an, dass sie am Vorabend des Verschwindens zusammen einvernehmlich gefeiert haben, dass die Abiturientin eine Zulassung für eine Elite-Uni in den USA bekommen hat. Doch schon bald stellt sich heraus, dass Charlotte Kasper bei weitem nicht so sehr liebte wie er sie. Allem Anschein nach hatte sie sich seit kurzem mit einem älteren Mann eingelassen, weshalb es auch zu Unstimmigkeiten zwischen Charlotte und ihrem Freund kam. Ballauf und Schenk können den Mann ermitteln, bei dem es sich um Philipp Weigel handelt: Er ist nicht der „neue Freund“, sondern der biologische Vater von Charlotte. Dieser hat, nachdem er seine Tochter zufällig in einer Bar kennengelernt hat, Ines Ritter erpresst, die ihrer Familie all die Jahre nichts von Weigels Vaterschaft erzählt hatte, um ihre intakte Familie nicht zu gefährden. Dass Weigel auch mit ihrem Verschwinden zu tun hat, ist denkbar. Doch er hat ein Alibi für die betreffende Zeit.
Dagegen mehren sich die Indizien gegen Charlottes Freund Kasper. Nach den Recherchen der Ermittler war sein Vater vor drei Jahren bei einem Arbeitsunfall ums Leben gekommen. Da der Arbeitgeber einen guten Anwalt – Rainer Bertram – hatte, sah die Familie keinen Euro an Entschädigung. Somit wäre ein Racheakt denkbar. Doch Ballauf und Schenk sind sich sicher, dass Kasper Charlotte ehrlich liebt.
Inzwischen wird ein abgetrennter Finger von Charlotte den Ritters zugesandt. Die Analyse des Rechtsmediziners zeigt deutlich, dass der Finger dem Mädchen post mortem abgeschnitten wurde. Die forcierte Suche nach dem Opfer bringt endlich Erfolg. Der Leichnam des Mädchens wird gefunden und es stellt sich heraus, dass die Todesursache ein Genickbruch ist und alles auf einen Unfall schließen lässt. Zudem war Charlotte zum Zeitpunkt der Lösegeldforderung bereits tot. Farbpartikel führen die Ermittler zum Unfallort, der sich unweit der Wohnung der Ritters befindet.
Als es eine zweite Lösegeldforderung gibt, übernimmt Charlottes Vater die Übergabe des Geldes. Trotz polizeilicher Überwachung ist kein Täter zu fassen, aber es deutet alles darauf hin, dass sowohl Ludwig Ritter als auch Kaspar hinter der Lösegeldforderung stecken. Kaspar wird festgenommen und verhört. Er gibt freiwillig zu, dass er mit dem Auto eines Freundes das Lösegeld bei der ersten Übergabe abholen wollte. Aus Frust wegen des Scheiterns habe er Gas gegeben, und als Ivo Klein stürzte, konnte er nicht mehr bremsen. Er habe den Mann nicht überfahren wollen. Auch Ludwig Ritter kann überführt werden, doch hat er Charlotte nicht umgebracht. Sein Sohn sei an jenem Abend zu ihm gekommen, um ihm zu erzählen, dass seine Schwester tödlich gestürzt sei. Er habe Charlotte im Keller versteckt und da sei ihm die Idee mit der „Entführung“ gekommen. Da er kein gutes Verhältnis zu seinem Schwiegervater hat und noch frustriert darüber war, nicht Charlottes biologischer Vater zu sein, fiel ihm das Ganze nicht sonderlich schwer.

## Hintergrund
Der Film wurde vom 30. August 2017 bis zum 29. September 2017 in Köln gedreht.
Für ihre Dienstfahrten nutzen die beiden Hauptkommissare diesmal ein VW Golf I Cabriolet von 1988 mit dem Kennzeichen K-FS 583H. In den Dialogen ist das Auto ausnahmsweise sogar ein Thema: Freddy Schenk zeigt sich unzufrieden und der Gerichtsmediziner bezeichnet es als „Erdbeerkörbchen“.

## Rezeption

### Kritiken
Christian Buß von Spiegel Online urteilte: „Viel zeitgemäßes Dekor gibt es in diesem ‚Tatort‘ also zu sehen – aber die Dialoge sind schrecklich altbacken. Die innerfamiliären Konfrontation bestehen fast völlig aus Stanzen, die nicht mal großartige Schauspieler wie Schrott oder Geisler-Bading glaubhaft ausspielen können. Die Lautstärke soll es dann richten. Immer wenn es zur Sache geht, wird geheult oder geschrien wie in einem Achtziger-Jahre-Sozialdrama.“
Beim Der Tagesspiegel wertete Tilmann P. Gangloff: „Selbst kleinere Nebenrollen sind nicht bloß Mittel zum Zweck; deshalb liegt die eigentliche Qualität des Films auch in der Arbeit mit den Schauspielern sowie dem Blick fürs Detail. Mehr als sorgfältig ist auch die Bildgestaltung. […] Dass ‚Familien‘ trotzdem nur ein solider Krimi und kein herausragender ‚Tatort‘ geworden ist, liegt nicht zuletzt an den vielen schematischen Vernehmungen mit ihren handelsüblichen Dialogen (‚Wir stellen die Fragen‘).“
focus.de meinte auf die Frage, ob sich das Einschalten lohnen würde: „Ja und nein. Sicherlich ist der Krimi keine Meisterleistung und wird nicht noch in Monaten diskutiert oder rezitiert werden. Zu träge und holprig kommen das Drehbuch und die Dialoge daher. Auch gewinnt der ganze Film nie wirklich in  [sic] Fahrt. Großartiger Spannungsbogen? Fehlanzeige. Und dennoch ist der Krimi mit den alten ‚Tatort‘-Haudegen Ballauf und Schenk eine gute und schnelllebige Sonntagabend-Beschäftigung – ohne den hohen Anspruch, der aber natürlich auch nicht immer sein muss.“
Der Film-Dienst vergab einen von fünf möglichen Sternen und urteilte ablehnend: „Plump konstruierter (Fernseh-)Krimi, der mit papierenen Dialogen und haarsträubenden Logikfehlern für filmische Dutzendware bar jeder Spannung sorgt. Auch die Weitung zum Familiendrama misslingt durch völlige Realitätsferne in den präsentierten Beziehungen.“

### Einschaltquote
Die Erstausstrahlung von Familien am 6. Mai 2018 wurde in Deutschland von 9,37 Millionen Zuschauern gesehen und erreichte einen Marktanteil von 29,0 % für Das Erste.